# Leonard Doroftei
Leonard Doroftei, född 10 april 1970 i Ploiești, Rumänien, är en rumänsk boxare som tog OS-brons i lätt welterviktsboxning 1992 i Barcelona och återigen ett OS-brons i lättviktsboxning 1996 i Atlanta. 